# Albrecht Jaeger
Albrecht Jaeger (ur. 1 stycznia 1900 we Wrocławiu, zm. w 1993 w Bielefeld) – niemiecki architekt modernistyczny, projektant spółdzielczych osiedli mieszkaniowych na Śląsku.

## Życiorys

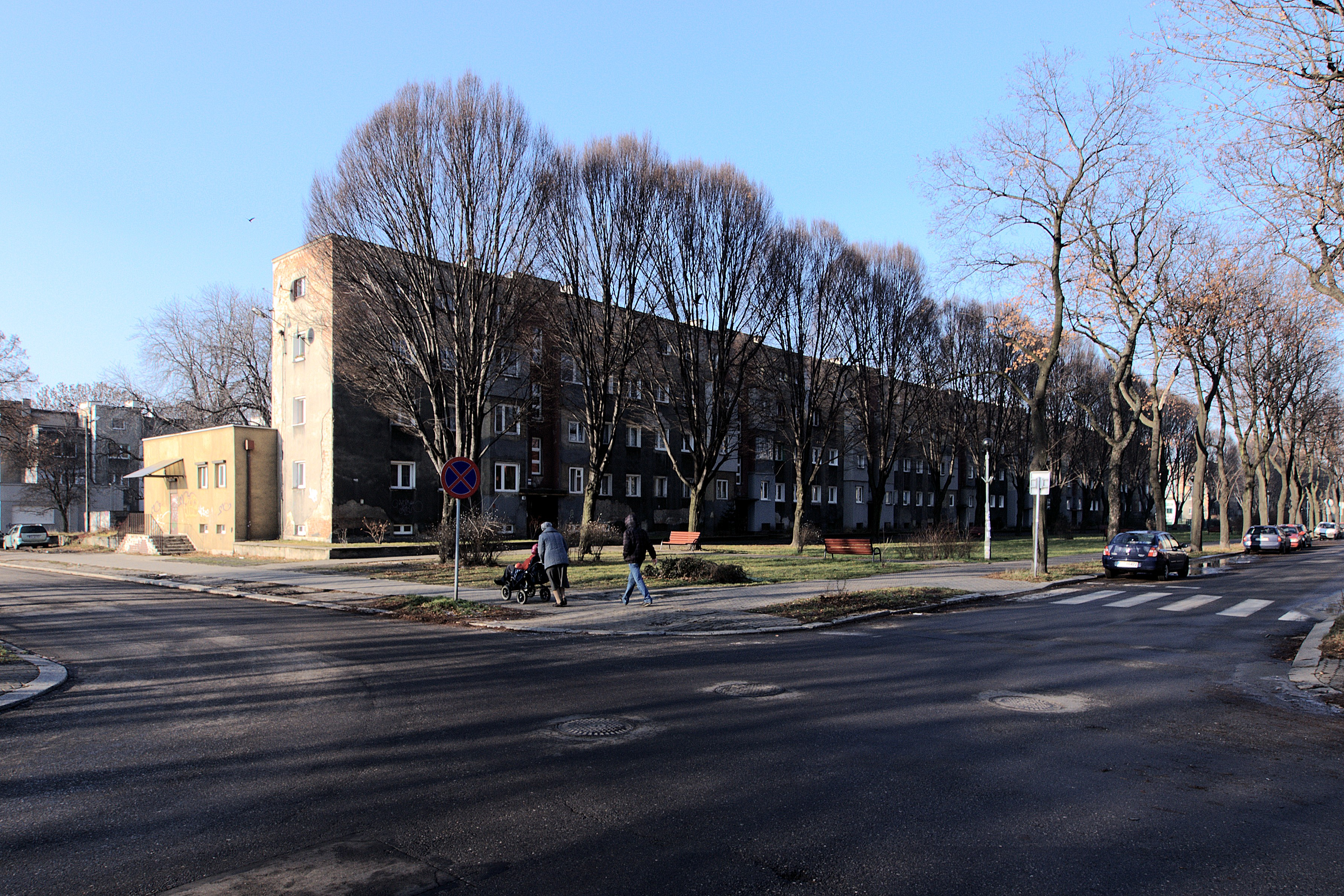
Osiedle DEWOG w Zabrzu (2011)

Jaeger ukończył studia na Państwowej Akademii Sztuki i Rzemiosła Artystycznego we Wrocławiu, gdzie jego profesorami byli: architekci Adolf Rading i August Endell oraz plastyk Otto Müller. Od początku lat dwudziestych pracował dla spółdzielni Schlesische Heimstätte u boku Ernsta Maya, następnie w latach 1924–1926 dla spółdzielni DEWOG (Deutsche Wohnungsfürsorgegesellschaft).
Przełom lat dwudziestych i trzydziestych to dla niego okres najlepszych projektów jakie zrealizował, głównie we współpracy z Hugonem Leipzigerem. Wspólnie zrealizowali m.in. osiedla nowoczesnych wielorodzinnych domów mieszkalnych w: Chorzowie, Raciborzu, Zabrzu i Bytomiu według zasad propagowanych przez Bauhaus. Samodzielnie zaprojektował także dom mieszkalny dla samotnych w Lipsku w roku 1927, osiedle bloków spółdzielni DEWOG przy ul. Hubskiej we Wrocławiu zbudowane w latach 1929–1930, willę doktora Paula Neumanna przy obecnej alei Kasprowicza 103 w roku 1930.wiatowej we Wrocławiu według jego projektu powstały m.in. ewangelicki kościół Bożej Miłości na Karłowicach w 1941 wyburzony w 1953, w lachach 1943-45 zatrudniony był przy projektowaniu umocnień Wrocławia.
Po wyjeździe z Wrocławia w roku 1945 osiadł w Meklemburgii. W latach 1947–1949 był głównym architektem w mieście Wismar. Następnie od roku 1950 pracował w Rostocku, gdzie w 1952 opracowywał plan odbudowy tego miasta ze zniszczeń wojennych. W roku 1958 poprzez ucieczkę do Berlina Zachodniego przedostał się do RFN. Zamieszkał w Bielefeld, gdzie pracował do czasu przejścia na emeryturę w roku 1965.
Był synem wrocławskiego architekta Emila Jaegera. Od roku 1927 jego żoną była rzeźbiarka Inge Jaeger-Uhthoff. Ich syn Thomas Jaeger urodzony w roku 1929 we Wrocławiu także był architektem.